# スルタン・マフムード (西チャガタイ)
スルタン・マフムード（? - 1402年）は、西チャガタイ・ハン国のハン（在位：1388年 - 1402年）。

## 生涯
ソユルガトミシュの子。
1388年に父が死去したため、後を継いだ。父ソユルガトミシュはティムールの武将として活躍した後ハンに擁立されており、マフムードも父の跡を襲ってハンとなり武将として活躍した。マフムードはティムールに従ってインド遠征や7年戦役に従軍し、アンカラの戦いにも参加してオスマン朝のバヤズィト1世を捕らえるという功績を立てている。だが、その直後に急死した。
マフムードの死をティムールは深く悼んだが、西チャガタイ・ハン国の君主はティムールによって擁立されることもなくなった。その理由は明確ではない。